# SN 2004fl
SN 2004fl – supernowa typu Ia odkryta 11 października 2004 roku w galaktyce A232657-0937. W momencie odkrycia miała maksymalną jasność 21,90m.